# Hedi Thelen

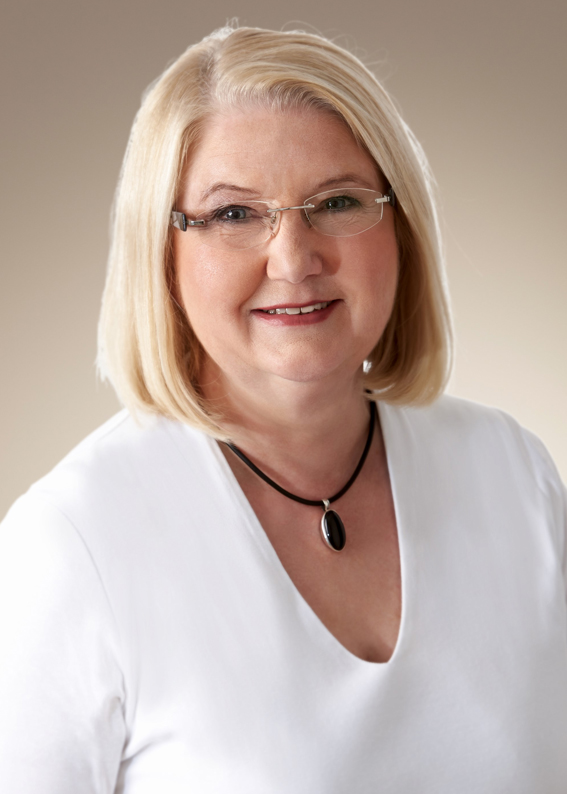
Hedi Thelen, 2015

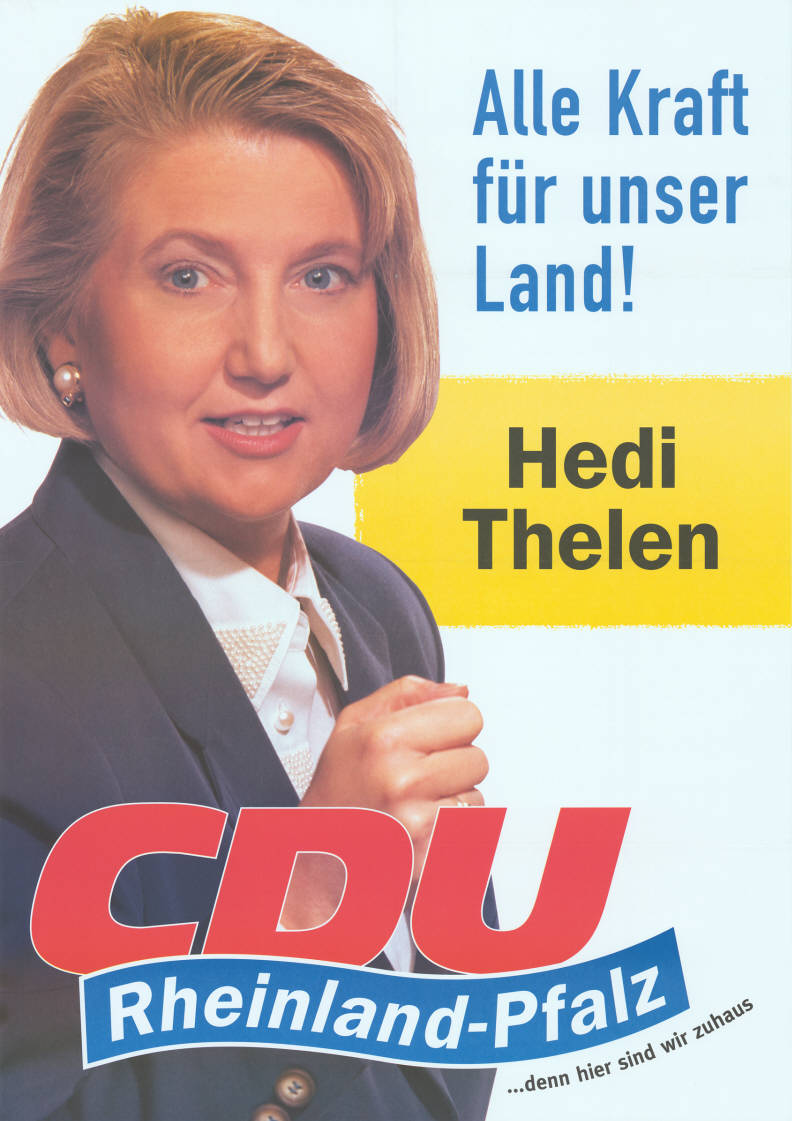
Kandidatenplakat zur Landtagswahl in Rheinland-Pfalz 1996

Hedi Thelen geb. Masfelder (* 9. Juli 1956 in Andernach) ist eine deutsche Politikerin (CDU). Von 1996 bis 2021 war sie Mitglied des rheinland-pfälzischen Landtages.

## Leben und Beruf
Nach dem Fachabitur an der Fachoberschule für Wirtschaft in Neuwied im Jahr 1975 absolvierte sie eine Ausbildung für die gehobene Beamtenlaufbahn bei der Kreisverwaltung Mayen-Koblenz und studierte an der Fachhochschule für öffentliche Verwaltung in Mayen. Ihren Abschluss machte sie 1978. Von 1978 bis 1996 war sie bei der Verwaltung des Landkreises Mayen-Koblenz tätig. Hedi Thelen ist verheiratet und hat ein Kind.

## Politik
Thelen trat 1975 der CDU bei. 1991 wurde sie Landesvorstandsmitglied der rheinland-pfälzischen Frauen-Union. Seit 1996 ist sie Mitglied des rheinland-pfälzischen Landtages. Sie ist sozialpolitische Sprecherin der CDU-Landtagsfraktion und ist Mitglied im Ausschuss für Arbeit, Soziales, Familie und Gesundheit sowie seit 2011 im Ausschuss für Integration, Familie, Kinder und Jugend; von 1996 bis 2011 war sie Mitglied im Ausschuss für Gleichstellung und Frauenförderung. Seit 1999 ist sie Mitglied des Verbandsgemeinderates Pellenz.
Nach verschiedenen Funktionen in der Frauen-Union wurde sie 1997 Mitglied des Bundesvorstandes. Derzeit ist Hedi Thelen Kreisvorsitzende der Frauen-Union Mayen-Koblenz und Bezirksvorsitzende der Frauen-Union Koblenz-Montabaur. Daneben ist sie seit 2004 stellvertretende Vorsitzende des CDU-Kreisverbandes Mayen-Koblenz. Seit 2012 ist sie im Landesvorstand der CDU Rheinland-Pfalz.
Sie kündigte an, bei der Wahl zum 18. Landtag von Rheinland-Pfalz nicht erneut zu kandidieren.